# Fabian Maliszowski
Fabian Maliszowski (ur. 9 listopada 1583 w Przemyślu, zm. styczeń 1644 w Stołpcach) – dominikanin, przełożony prowincji ruskiej, zmarły w opinii świętości.

## Życiorys
Urodził się w rodzinie mieszczańskiej. Habit zakonny przyjął 17 maja 1601, a święcenia w roku 1607 we Lwowie. Został skierowany do pracy misyjnej na wschodnich rubieżach Rzeczypospolitej. W czasie napadu tatarskiego uwolnił swojego współbrata z jasyru, oddając się za niego w niewolę. W 1614 udaje się do Rzymu, w związku z utworzeniem prowincji ruskiej Dominikanów. W latach 1614–1617 był przełożonym klasztoru w Busku. W 1618 udał się na kapitułę generalną zakonu do Lizbony, gdzie otrzymał tytuł bakałarza teologii. Po powrocie zostaje przeorem i wikariuszem kontraty w klasztorze Jezupolu. W 1622 ponownie wyjechał na kapitułę generalną zakonu, tym razem do Mediolanu. Następnym miejscem posługiwania ojca Fabiana był nowo budowany klasztor w Stołpcach, do postawienia którego miał się przyczynić. Następne trzy lata (1629–1632) posługuje w Barze. W latach 1632–1636 pełni funkcję prowincjała prowincji ruskiej, na którą składało się 36 klasztorów od Smoleńska do Kamieńca Podolskiego. Po złożeniu urzędu prowincjała pełnił posługę w nowo zbudowanym kościele przy twierdzy Kudak. W 1643 został wybrany na przeora w Stołpcach, gdzie pół roku później zmarł. Został tam pochowany w podziemiach kościoła.

## Kult
Jego grób stał się miejscem nawiedzanym przez miejscową ludność, która jego wstawiennictwu przypisywała wiele otrzymanych łask. Były one dd połowy XVIII wieku zapisywane w specjalnej księdze. W 1740 przeor zakonu uzyskał od biskupa wileńskiego Michała Zienkowicza pozwolenie na złożenie trumny ojca Fabiana w grobie fundatorów kościoła. Odkryto wówczas, że jego ciało nie uległo rozkładowi. W 1744 sejmik ziemi mińskiej zwrócił się do synodu w Wilnie z prośbą o poczynienie kroków w sprawie beatyfikacji. Kilka lat później pierwsze dokumenty zostały przesłane do Rzymu, były jednak niekompletne. Co roku 22 lipca w kościele odbywał się ceremoniał zmiany habitu zmarłego, związany z jego objawieniem się jednemu z zakonników. Kult trwał aż do kasaty zakonu przez władze carskie w 1832 i parafii w 1867, co było efektem nie tylko powstania styczniowego, ale również działań duchowieństwa prawosławnego. Kościół został zamieniony na cerkiew, a trumna z ciałem ojca Fabiana ukryta i zasypana w podziemiach. Po odzyskaniu niepodległości odżył na nowo jego kult. W 1922 odkopano trumnę, a biskup miński Zygmunt Łoziński rozpoczął proces informacyjny. Jego następca Kazimierz Bukraba w 1934 wydał list do wiernych i powołał komitet mający propagować postać Fabiana Maliszowskiego. Wybuch II wojny przerwał starania o jego beatyfikację, a w 1953 władze sowieckie wysadziły kościół w Stołpcach.